# Acalypha williamsii
Acalypha williamsii är en törelväxtart som beskrevs av Henry Hurd Rusby. Acalypha williamsii ingår i släktet akalyfor, och familjen törelväxter. Inga underarter finns listade i Catalogue of Life.